# Abbey Road (DLR)
Pour les articles homonymes, voir Abbey Road.
Abbey Road  (en anglais : Abbey Road DLR Station), est une station de la ligne de métro léger automatique Docklands Light Railway (DLR), en zone 2 & 3 Travelcard. Elle  est située sur l'Abbey Road, à West Ham dans le borough londonien de Newham sur le territoire du Grand Londres.

## Situation sur le réseau

Plan de la ligne du métro léger DLR.

Située en surface, la station Abbey Road dispose d'une plateforme de passage, de la branche est-nord de la ligne de métro léger Docklands Light Railway, elle est établie entre la station Stratford High Street (DLR), en direction de la station terminus Stratford International (DLR), et la station West Ham (DLR), en direction de la station de bifurcation Canning Town (DLR),. Elle est en zone 2 et 3 Travelcard.
La plateforme dispose de deux quais latéraux, numérotés 1 et 2, encadrant les deux voies de la ligne.

## Histoire
La station Abbey Road (DLR) est mise en service le 31 août 2011 par le Docklands Light Railway, lors de 'l'ouverture du prolongement de Canning Town à Stratford International. Son nom est en référence à l'abbaye de Stratford Langthorne.  
En 2016, la fréquentation de la station est de 1,204 millions d'utilisateurs.

## Services aux voyageurs

### Accès et accueil
La station est accessible par l'Abbey Road.

### Desserte
Abbey Road est desservie par les rames des relations Stratford International - Beckton et Stratford International - Woolwich Arsenal,.

Installations et desserte
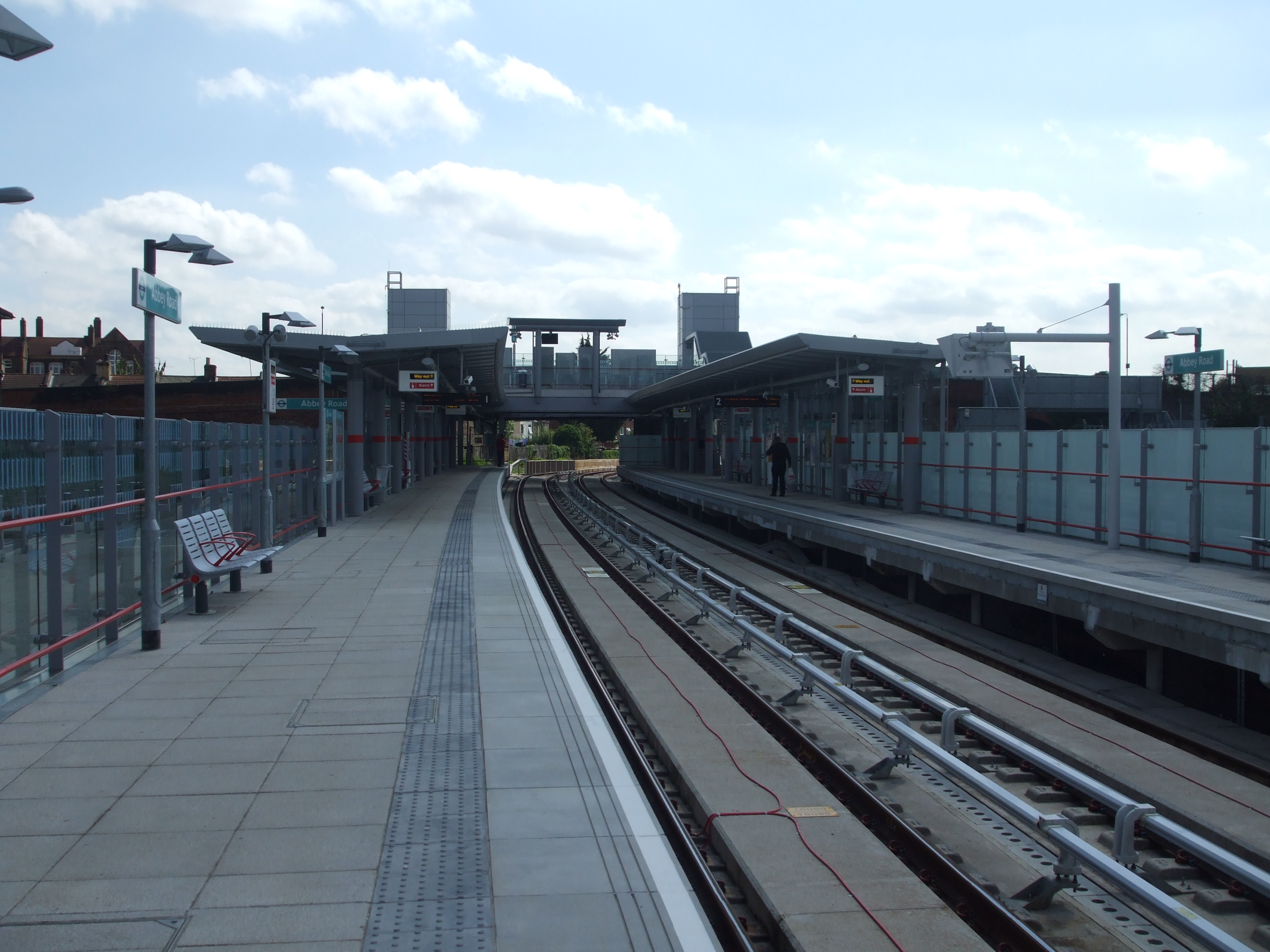
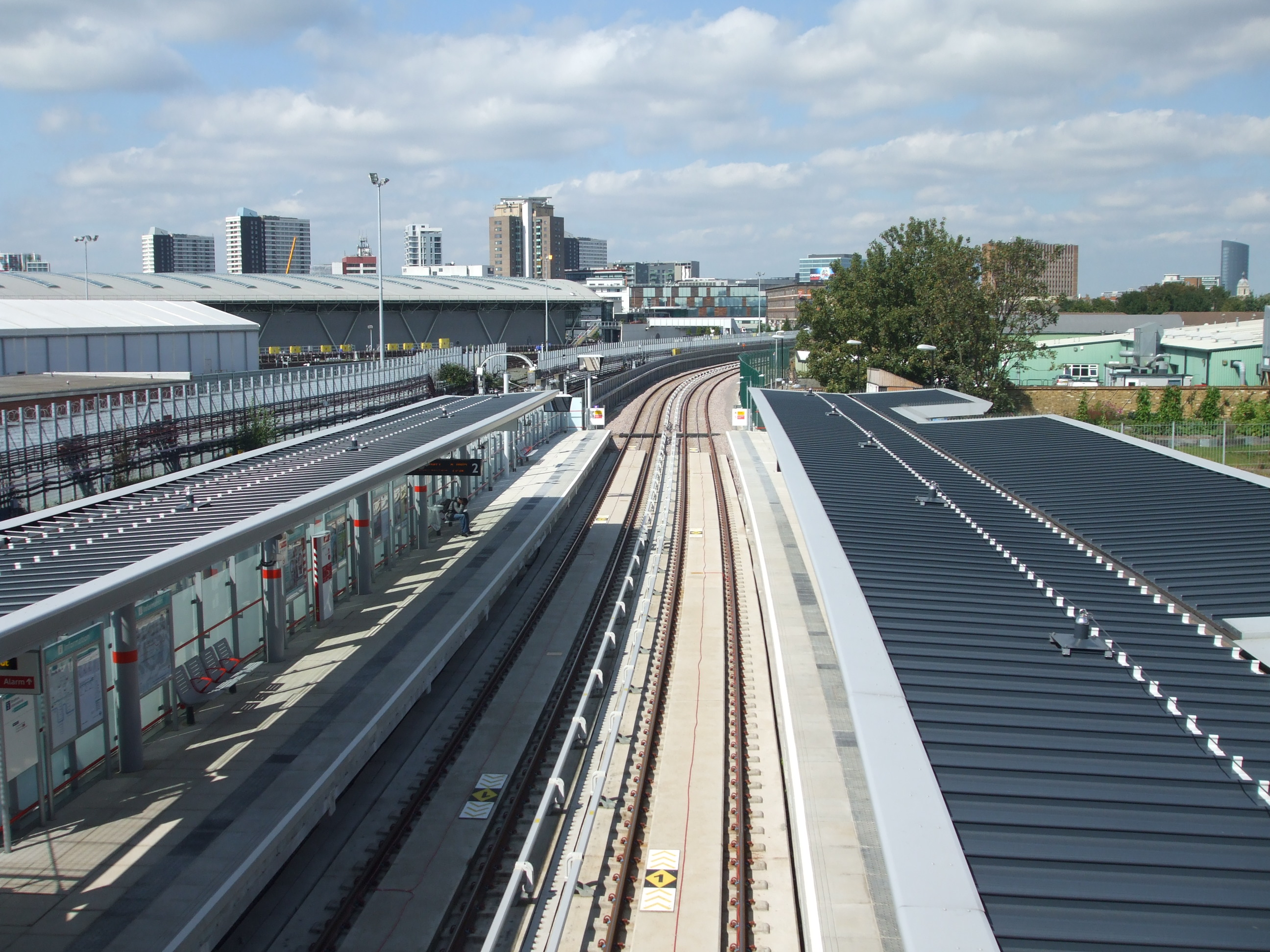
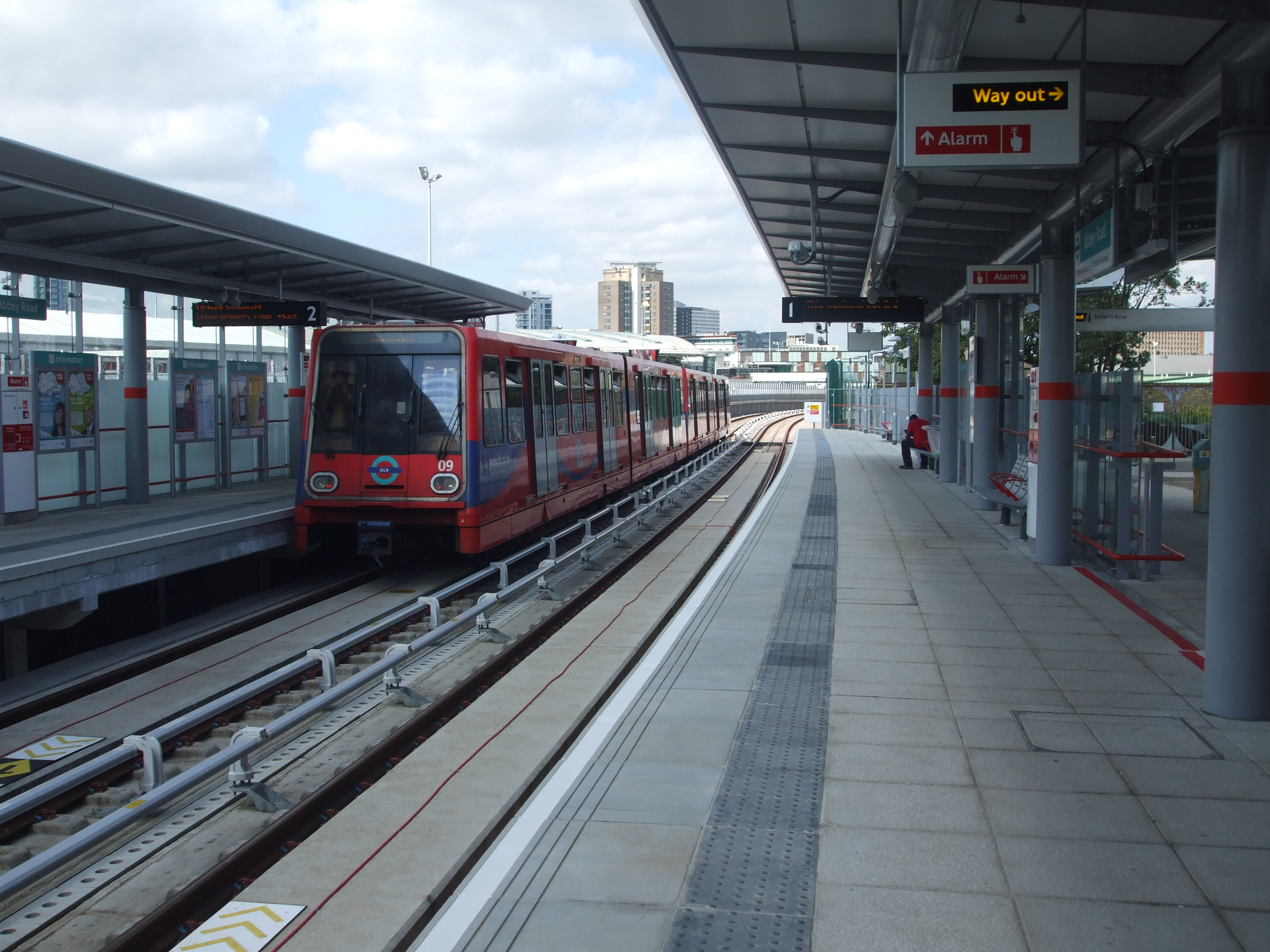

### Intermodalité
Il n'y a pas d'arrêt de bus à proximité, elle dispose d'une station de taxis sur la Memorial Avenue.

## À proximité
- West Ham